# Wyspa Kokosowa
Wyspa Kokosowa (hiszp. Isla del Coco) – wyspa na Oceanie Spokojnym, odkryta w 1526 roku przez Hiszpana Juana Cabezasa, około 500 km na południowy zachód od wybrzeża Kostaryki. Administracyjnie znajduje się w prowincji Puntarenas tegoż państwa.

## Charakterystyka i historia
Wyspa zajmuje powierzchnię 24 km² i w całości stanowi Park Narodowy Wyspy Kokosowej objęty ochroną. W 1997 roku park ten wpisano na listę światowego dziedzictwa UNESCO. Najwyższy szczyt to Cerro Iglesias (634 m n.p.m.). Wyspa jest najbardziej na południe wysuniętym punktem Ameryki Północnej.
W końcu XIX wieku na wyspie założyło osadę czternaście rodzin kolonistów niemieckich. Uprawiali kawę i owoce chlebowca. Kolonia nie utrzymała się długo – osadnicy przegrali walkę z presją miejscowej, bujnej roślinności. W latach 70. XX wieku przybijali tu jeszcze kostarykańscy łowcy rekinów. Od 1978 wyspa objęta jest całkowitą ochroną.

## Warunki naturalne
Średnia roczna temperatura na poziomie morza wynosi 25,5 °C, a średnia roczna suma opadów 500–8000 mm. Wybrzeże przeważnie klifowe, klify osiągają wysokość do 180 m. W 65% wyspę pokrywa las tropikalny, w 20% las mglisty (powyżej 300 m n.p.m.). Piaszczyste wybrzeża stanowią blisko 1% powierzchni, wybrzeża klifowe 4%, cieki i ich brzegi 3%, zakrzewienia w południowej części wyspy 1%, tereny wylesione 2%, a naturalne osuwiska gleby 4%.

## Fauna
Wyspę zamieszkuje około 400 gatunków owadów, z których 65 to endemity; zarejestrowano około 90 gatunków ptaków, z których część gniazduje na wyspie jak głuptaki, fregaty, rybitwy, w tym 3 gatunki endemiczne. Od roku 2007 wyspa jest uznawana przez BirdLife International za ostoję ptaków IBA. Ostoję wyznaczono ze względu na trzy endemiczne gatunki, wszystkie o statusie narażonych, a są to kukawik rdzawoskrzydły (Coccyzus ferrugineus), kokosanka (Nesotriccus ridgwayi) i kokośnik (Pinaroloxias inornata).